# Ghidici
Ghidici – wieś w Rumunii, w okręgu Dolj, w gminie Ghidici. W 2011 roku liczyła 2331 mieszkańców.